# NGC 7189
NGC 7189 (również PGC 67934 lub UGC 11882) – galaktyka spiralna z poprzeczką (SBb), znajdująca się w gwiazdozbiorze Wodnika. Odkrył ją Albert Marth 12 października 1863 roku. Jest to galaktyka z aktywnym jądrem typu LINER.
W galaktyce tej zaobserwowano supernową SN 2011kh.